# Microplanus
Microplanus là một chi nhện trong họ Linyphiidae.

## Các loài
Các loài trong chi này gồm:
- Microplanus mollis Millidge, 1991
- Microplanus odin Miller, 2007